# Стриндберг, Август
Ю́хан А́вгуст Стри́ндберг (швед. Johan August Strindberg, 22 января 1849, Стокгольм — 14 мая 1912, там же) — шведский писатель и публицист. Представитель шведского натурализма, основоположник современной шведской литературы и театра.

## Биография
Отец писателя был негоциантом (предпринимателем) из аристократического рода, мать — служанкой. В 1867—1872 годах учился в Уппсальском университете. Испытывая в молодые годы финансовые затруднения, испробовал ряд профессий (учителя, библиотекаря, актёра, телеграфиста, и другие). В начале 1870-х годов дебютировал как писатель с драмами «В Риме» (Rom, 1870), «Изгнанник», «Местер Улоф» («Mäster Olof», 1872). Опубликованный в 1879 году социально-критический роман «Красная комната» (1879) принёс ему широкую известность.
С 1872 года работал в Стокгольме журналистом. В 1874 году стал помощником библиотекаря в Королевской публичной библиотеке.
В конце 1880-х годов написал Слово безумца в свою защиту.
В течение 1890-х годов он провёл значительное время за границей, занимаясь научными экспериментами и исследованиями оккультизма. Серия психотических эпизодов между 1893 и 1897 годами (называемая им «Кризис Инферно», швед. Infernokrisen) привела его к возвращению в Швецию и к госпитализации в клинику. Затем, под влиянием идей шведского мистика Эммануила Сведенборга, он решил стать «Золя оккультизма» (англ. «The Zola of the Occult») и в своём «оккультном дневнике» собирал различные эзотерические материалы.

«Галлюцинации, фантазии и мечты для меня очень реальны. Если я вижу, что моя подушка принимает различные человеческие формы, тогда эти формы есть; и если кто-то скажет мне, что она существуют только в (моём) воображении, тогда я скажу: — Только вы говорите! — То, что видит моё внутреннее око, для меня является более важным!»
Оригинальный текст (швед.)Hallucinationer, fantasier, drommar synas mig ega en hog realitet. Om jag ser min hufvudkudde antaga menskliga former, sa finnas dessa former der, och sager nagon att de endast (!) danas i min fantasi, sa svarar jag: — Ni sager endast? — Hvad mitt inre oga ser ar mig mer!
— Стриндберг в письме в 1897 году
В 1898 Стриндберг опубликовал автобиографическую книгу на французском «Инферно» (фр. «Inferno»). Впоследствии это произведение цитировалось некоторыми исследователями как доказательство психического нездоровья Стриндберга, один из диагнозов — параноидный психоз.
Заболел пневмонией на Рождество 1911 года, от которой так и не оправился. Скончался от пневмонии и рака желудка в 1912 году.
В политике придерживался социалистических, даже анархистских взглядов, что отражалось и в его литературном творчестве. В начале XX века был одним из властителей дум западной цивилизации. В развитии стиля Стриндберга отправной платформой был натурализм, а конечной — тот ранний экспрессионизм, который уже с конца XIX века возникал эпизодически в литературе ряда европейских стран.
Выдающийся русский поэт Александр Блок написал некролог «Памяти Августа Стриндберга», заканчивающийся словами:

Для Стриндберга не страшно многое, что страшно для других, и, может быть, больших, чем сам он, учителей, потому что он… демократ. Наследие демократа — идейно, оно не может служить поводом ни для чьей корысти. Наследие Стриндберга открыто для веселой и мятежной юности всех стран. Это — лаборатория для студентов, большая комната, свободная в утренние часы, когда мозг работает ритмически; и сам Стриндберг — утро, тот час, когда начинается большая работа. Он — менее всего конец, более всего — начало. Благоговейное изучение его — есть тот труд, который молодит усталые души.

В честь Стриндберга назван кратер на Меркурии.

## Личная жизнь
Стриндберг был трижды женат.
- Первый брак: Сири фон Эссен (1877—1891). Четверо детей: Керстин (умерла вскоре после рождения), Карин, Грета и Ганс.
- Второй брак: Фрида Уль (1893—1897). Дочь Керстин, сын Фридрих (фактически не сын Стриндберга, но юридически признан им).
- Третий брак: Харриет Боссе (1901—1902). Дочь Анн-Мари.

Дочь писателя, Карин Стриндберг, была замужем за российским революционером Владимиром Мартыновичем Смирновым.

## Стриндберг и музыка
Стриндберг был большим поклонником Л. ван Бетховена. Одну из своих пьес «Spöksonaten» (премьера в 1908 в Стокгольме) он назвал, вдохновившись фортепианной сонатой d-moll op.31 № 2 и Фортепианным трио B-dur, op.11 Бетховена (оба программных заголовка — «Gespenstersonate» и «Gespenstertrio» — композитору не принадлежат) и даже обозначил её словом «opus». Фрагмент из пьесы положил на музыку уже в 1915 Антон Веберн («Schien mir’s als ich sah die Sonne», op. 12 № 3). Текст пьесы Стриндберга лёг в основу либретто одноимённой оперы («Gespenstersonate») Ариберта Раймана (премьера в Берлине, в 1984).

## Образ в кинематографе
- «Август Стриндберг. Жизнь между гениальностью и безумием» (мини-сериал; Швеция, Австрия, Германия, Дания; 1985; режиссёры Йохан Бергенстрале, Челль Греде), в заглавной роли — Томми Бергрен.

## Сочинения

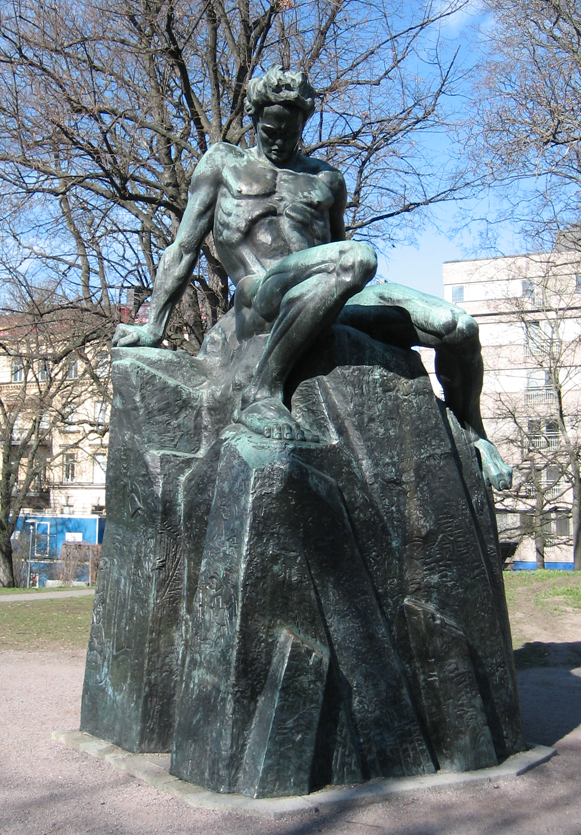
Памятник Стриндбергу работы Карла Эльда (1942) в Стокгольме

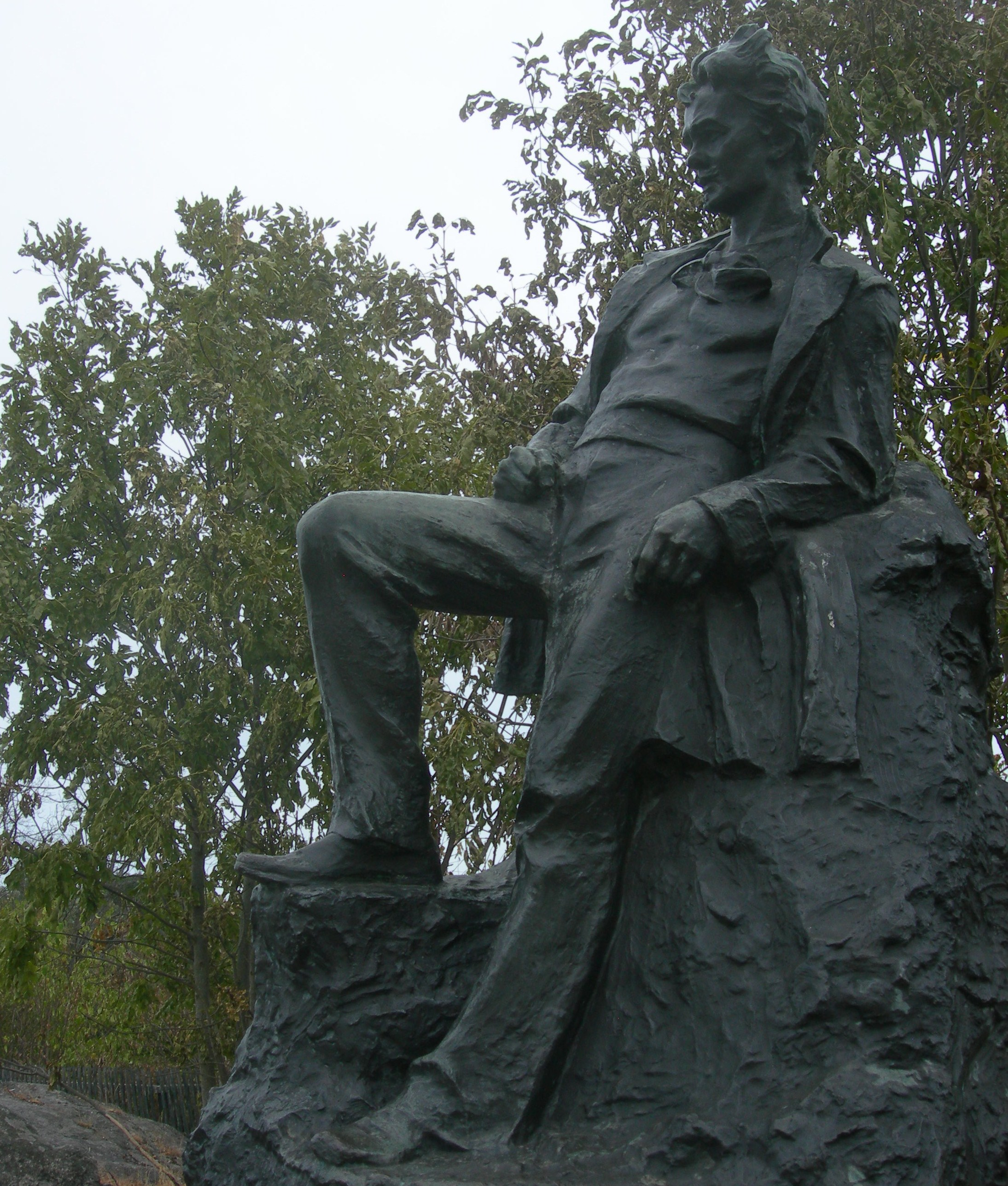
Памятник Стриндбергу работы Карла Эльда в Стокгольме

### Романы
- «Красная комната» — роман, 1879
- «Сын служанки» — роман, 1886—1887
- «Жители острова Хемсё» — роман, 1887
- «Исповедь безумца» — роман, 1888
- «На шхерах» — роман, 1890
- «Ад» — автобиографическая книга, 1897
- «Легенды» — автобиографическая книга, 1897
- «Одинокий» — роман, 1903
- «Готические комнаты» — роман, 1904
- «Чёрные знамёна» — роман, 1905

### Повести и рассказы
- «Новое царство» — повесть, 1882
- «Рассказы о браке» — сборник, 1884—1886
- «Утопии в действительности» — сборник новелл, 1885
- «Чандала» — повесть, 1889
- «Первые и последние» — рассказ из сборника «Веселая Бухта и Позорный залив». (В 1903 году был напечатан в приложении к газете «Приазовский край», № 43 от 12 октября, С. 1-2)
- «Кукольный дом» — рассказ. (В 1905 году был напечатан в газете «Приазовский край», № 196 от 18 августа и № 197 от 19 августа)

### Пьесы
- «Вольнодумец» (Fritänkaren, 1869)
- «Гермиона» (Hermione, 1870)
- «В Риме» (I Rom, 1870)
- «Изгнанник» (Den fredlöse, 1871)
- «Местер Улоф» (Mäster Olof, 1872, 1874, 1877)
- «Странствия Счастливчика Пера» (Lycko-Pers resa, 1882)
- «Отец» (Fadren, 1887)
- «Товарищи» (Kamraterna, 1887)
- «Фрёкен Юлия» («Фрекен Жули») (Fröken Julie, 1888)
- «Кредиторы» (Fordringsägare, 1888)
- «Кто сильнее» (Den starkare, 1889)
- «Пария» (Paria, 1889)
- «Самум» (Samum, 1889)
- «Перед смертью» (Inför döden, 1892)
- «Узы» (Bandet, 1892)
- «Игра с огнём» (Leka med elden, 1892)
- «Путь в Дамаск» (трилогия, Till Damaskus, 1898—1904)
- «Борьба и преступление» (Brott och brott, 1899)
- «Густав Васа» (Gustav Vasa, 1899)
- «Эрик XIV» (Erik XIV, 1899)
- «Пасха» (Påsk, 1900)
- «Карл XII» (Karl XII, 1901)
- «Пляска смерти» (Dödsdansen, 1901)
- «Невеста-девственница» (Kronbruden, 1901)
- «Лебедь белая» (Svanevit, 1901)
- «Энгельбрект» (Engelbrekt, 1901)
- «Игра снов» (Ett drömspel, 1902)
- «Королева Кристина» (Kristina, 1903)
- «Виттенбергский соловей» (Näktergalen i Wittenberg, 1903)
- «Соната призраков» (Spöksonaten, 1907)
- «Большая дорога» (Stora landsvägen, 1909)

### Публицистика
- «Синяя книга» — публицистика, 1907—1908
- «Открытые письма Интимному театру» — 1909
- «Речи к шведской нации» — 1910

## Издания сочинений
- Стриндберг, Август. Полное собрание сочинений. — Москва: Современные проблемы, 1908—1912. — Т. 1—15.
- Стриндберг А. Избранные произведения, тт. 1-2. М., 1986.
- А. Стриндберг. Красная комната. — Москва: Правда, 1989. — 640 с.
- Август Стриндберг. Слово безумца в свою защиту / пер. Л. Лунгиной. — Ижевск: Удмуртия, 1990. — 272 с. — ISBN 5-7659-0039-9.
- Стриндберг А. Игра снов: Избранное. М., 1994.
- Август Стриндберг. На круги своя. Повести и рассказы. — Москва: Текст, 2002. — ISBN 5-7516-0319-2.
- Август Стриндберг. Серебряное озеро : Повести и рассказы. — Москва: Текст, 2002. — ISBN 5-7516-0320-6.
- Август Стриндберг. Густав Ваза. Карл XII. На пути в Дамаск. — Москва: Индрик, 2002. — ISBN 8-85759-222-4.
- Август Стриндберг. Жестокий театр. — Совпадение, 2005. — 328 с. — ISBN 5-86402-132-6.
- Август Стриндберг. Интимный театр. — Совпадение, 2007. — ISBN 978-5-903060-28-3.
- Юхан Август Стриндберг. Собрание сочинений в 5 томах. — Книжный Клуб Книговек, 2010. — ISBN 978-5-4224-0010-2.

## Экранизации
За 100 лет по произведениям писателя было снято более 260 фильмов и телефильмов, в том числе:
- 1967 — «Пария» — западногерманский фильм 1967 года режиссёра Михаэлья Ферхёвена, экранизация одноимённой пьесы.